# 치앙마이 이니셔티브

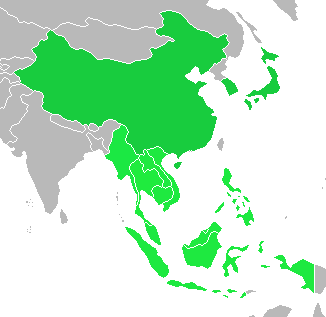
아세안+3

치앙마이 이니셔티브(Chiang Mai Initiative, CMI)는 동남아시아 국가 연합(아세안) 10개국과 대한민국, 중화인민공화국, 일본 3개국이 외환 위기 및 금융 위기 발생을 막기 위한 1,200억 달러 규모의 공동 기금을 마련하는 것을 골자로한 통화 교환 협정으로 2010년 3월 24일에 공식적으로 발효되었다. 2000년 5월 6일 타이 치앙마이에서 열린 아세안+3 재무장관회의에서 처음으로 체결되었기 때문에 치앙마이 협정이라고도 불린다.

## 역사
1997년 아시아 금융 위기 이후 아시아의 특정 국가에서 외환 부족 사태 등의 금융 위기가 발생할 경우 IMF 등 국제 금융 협정 및 국제 기관에만 의존하지 말고 아시아 국가들이 자체적으로 장치를 마련하여 스스로 위기에 대응하자는 취지에서 처음으로 논의되었다.

## 참여국 및 분담금
| 국기 | 국명                  | 통화               | 중앙은행                       | 2010 명목 국내총생산 (백만 US$) | 2010 PPP 국내총생산 (백만 US$) | 분담금 (백만 US$) | 인출한도 (백만 US$) |
| ---- | --------------------- | ------------------ | ------------------------------ | ------------------------------- | ------------------------------ | ----------------- | ------------------- |
|      | 중화인민공화국과 홍콩 | 런민비와 홍콩 달러 | 중국인민은행과 홍콩 금융관리국 | 5,971,618                       | 10,406,855                     | 38,400            | 19,200              |
|      | 일본                  | 엔                 | 일본은행                       | 5,390,897                       | 4,308,627                      | 38,400            | 19,200              |
|      | 대한민국              | 원                 | 한국은행                       | 1,007,084                       | 1,457,063                      | 19,200            | 19,200              |
|      | 인도네시아            | 루피아             | 인도네시아 은행                | 695,059                         | 1,027,437                      | 4,770             | 11,925              |
|      | 태국                  | 밧                 | 태국 은행                      | 312,605                         | 584,768                        | 4,770             | 11,925              |
|      | 말레이시아            | 링깃               | 말레이시아 국립은행            | 218,950                         | 412,302                        | 4,770             | 11,925              |
|      | 싱가포르              | 달러               | 싱가포르 금융관리국            | 217,377                         | 291,712                        | 4,770             | 11,925              |
|      | 필리핀                | 페소               | 필리핀 중앙은행                | 189,061                         | 350,279                        | 3,680             | 9,200               |
|      | 베트남                | 동                 | 베트남 국가은행                | 101,987                         | 275,639                        | 1,000             | 5,000               |
|      | 캄보디아              | 리엘               | 캄보디아 국립은행              | 11,360                          | 29,811                         | 120               | 600                 |
|      | 미얀마                | 짯                 | 미얀마 중앙은행                | 35,646                          | 76,240                         | 60                | 300                 |
|      | 브루나이              | 브루나이 달러      | 브루나이 통화금융관리위원회    | 11,963                          | 19,925                         | 30                | 150                 |
|      | 라오스                | 킵                 | 라오스 인민 민주 공화국 은행   | 6,341                           | 15,689                         | 30                | 150                 |

Notes
1. ↑  중화인민공화국과 홍콩의 명목 GDP는 각각US$5,745,133,000,000와 US$226,485,000,000이다.
2. ↑  중화인민공화국과 홍콩의 PPP GDP는 각각 US$10,084,369,000,000와 US$322,486,000,000이다.
3. ↑  홍콩의 US$4,200,000,000에 해당하는 분담금은 중화인민공화국의 분담금에 포함되어 있다

## 같이 보기
- 동남아시아 국가 연합
- 동아시아 정상회의
- 아세안+3
- 외환 시장
- 아시아 개발 은행
- 세계 은행
- 유럽 중앙 은행